# National Islamic Front
Die National Islamic Front (NIF; arabisch الجبهة الإسلامية القومية; al-Jabhah al-Islamiyah al-Qawmiyah) war eine islamistische politische Organisation im Sudan. Sie wurde 1976 gegründet und unter der Führung von Hassan al-Turabi gewann sie ab 1979 Einfluss auf die Regierung des Sudan. Sie dominierte die Politik ab 1989 bis in die späten 1990er. Es war eine von zwei islamischen Erneuerungsbewegungen welche im späten 20. Jahrhundert politische Einfluss erringen konnte, neben der Islamischen Revolution unter Ajatollah Ruhollah Khomeini im Iran.
Die NIF ging aus muslimischen Studentengruppen hervor, die sich in den 1940er Jahren an den Universitäten zu organisieren begannen. Ihre wichtigste Unterstützerbasis sind bis heute Akademiker. Sie unterstützte die Aufrechterhaltung eines islamischen Staates auf Grundlage der Scharia und lehnte das Konzept eines säkularen Staates ab. Sie verfolgte einen Top-down-Ansatz („Islamisierung von oben“), bei dem es um die Infiltration des Staatsapparats, der Armee und des Finanzsystems des Sudan ging („infiltrating Sudan’s state apparatus, army, and financial system“). Sie erwies sich als politisch geschickt und rücksichtslos im Einsatz von Gewalt, insbesondere in den internen Konflikten des Zweiten Sudanesischen Bürgerkriegs und des Darfur-Konflikts, sowie bei der Bereitstellung von Stellvertreterkräften wie der Lord’s Resistance Army, der West Nile Bank Front und der Uganda National Rescue Front II gegen Uganda.
In den späten 1990er Jahren änderte die Front ihren Namen in National Congress, und die „groben Menschenrechtsverletzungen“ (gross human rights violations) der Anfangsjahre des Regimes wichen „subtileren Methoden der sozialen Kontrolle wie Einschränkungen der Meinungs-, Religions-, Vereinigungs- und Bewegungsfreiheit“ („more subtle methods of social control such as restrictions on the right to freedom of expression, opinion, religion, association, and movement“). 1999 wurden Hasan at-Turabi, der Führer der NIF, und seine Anhänger vom sudanesischen Präsidenten Umar al-Baschir aus der regierenden National Congress Party ausgeschlossen und gründeten anschließend die rivalisierende Popular Congress Party, die bis heute in der Opposition ist.

## Geschichte

### Entstehung und Anfangszeit
Sie wurde in den 1960er Jahren als islamistische Studentengruppe gegründet und war unter dem Namen Islamic Charter Front („Islamische Charta-Front“) bekannt. Von 1964 bis 1969 wurde sie nach dem Sturz der Regierung von Präsident Ibrahim Abbud von Hassan al-Turabi geführt. Während dieser Zeit unterstützte die ICF das Frauenwahlrecht und stellte weibliche Kandidatinnen auf. 1969 wurde die Regierung durch einen Staatsstreich von General Dschafar an-Numairi gestürzt, woraufhin die Mitglieder der Islamischen Charta-Front unter Hausarrest gestellt wurden oder außer Landes flohen. Obwohl entschiedene gegen den Kommunismus war, kopierte die NIF die Organisation der kommunistischen Partei. Die National Islamic Front selbst wurde nach dem Scheitern des von den Ansar angeführten Putsches gegen Numayri im Juli 1976 gegründet.

### Ressourcen
Turabis Gruppe fungierte als „Vermittler“ zwischen dem Sudan und Saudi-Arabien, dessen Hafen Dschidda fast direkt gegenüber am Roten Meer lag, nur etwa 320 Kilometer von Port Sudan entfernt, und saudische Gastarbeiter aufnehmen konnte. Nach dem arabischen Ölembargo verfügte Saudi-Arabien über beträchtliche finanzielle Mittel, die es im Sudan investieren konnte, um den kommunistischen Einfluss einzudämmen. Während des Kalten Krieges profitierte die Organisation von der pro-islamistischen Unterstützung Saudi-Arabiens. Die saudische Finanzhilfe für die NIF und ihre Dominanz im islamischen Bankwesen (später im gesamten Bankwesen) ermöglichten es der Organisation, über ihre ursprünglichen Wurzeln in intellektuellen und universitären Kreisen hinauszugehen.
Im Herbst 1977 eröffnete die Faisal Islamic Bank eine Filiale im Sudan – 60 % ihres Startkapitals stammten aus Saudi-Arabien. Mitte der 1980er Jahre war die Bank gemessen an den Einlagen die zweitgrößte Bank im Sudan. Ebenfalls Ende der 1970er Jahre wurde die Al Baraka Bank gegründet. Beide boten denjenigen, die mit Hassan al-Turabis islamistischer Nationaler Islamischer Front verbunden waren, Vorteile: Arbeit und Wohlstand für junge militante Hochschulabsolventen sowie günstige Kredite für gläubige muslimische Investoren und Geschäftsleute.
Als Nimeiry 1979 eine Einigung mit der NIF anstrebte, wurde al-Turabi eingeladen, Generalstaatsanwalt zu werden. NIF-Mitglieder helfen anderen Mitgliedern, „jede verfügbare Machtposition“ („every available position of power“) in der sudanesischen Regierung zu besetzen. Die NIF profitierte auch von Nimeirys Zerwürfnis mit seinen früheren kommunistischen Verbündeten. Die Sudanesische Kommunistische Partei (SCP) war die größte kommunistische Partei in der arabischen Welt und die größte rivalisierende Organisation unter den Universitätsstudenten. SCP und NIF waren für Universitätsstudenten attraktiv, da sie weniger auf familiären Verbindungen beruhten als die etablierten sudanesischen Parteien. Obwohl Nimeiry sein Regime bis zuletzt als sozialistisch bezeichnete, wandte er sich gegen die SCP, da sie seine Macht bedrohte und wahrscheinlich ein Hindernis bei der Beschaffung von Hilfe aus den Vereinigten Staaten darstellte.

### an-Numairi-Regime
1983 nutzte at-Turabi seine Position als Generalstaatsanwalt, um die strikte Anwendung der Scharia zu fordern. „Innerhalb von 18 Monaten wurden über 50 mutmaßlichen Dieben die Hände abgehackt. Ein koptischer Christ wurde gehängt, weil er Devisen besaß; arme Frauen wurden ausgepeitscht, weil sie einheimisches Bier verkauften“. Mahmud Muhammad Taha, ein islamischer Intellektueller, der das islamische Recht auf liberale Weise interpretiert hatte und gegen die neuen Sharia-Gesetze protestiert hatte wurde im Januar 1985 gehängt. Im März 1985 wurde die Führung der Muslimbruderschaft wegen Aufruhrs angeklagt. Dies geschah teilweise, weil Numairi misstrauisch gegenüber ihrer Macht im Bankwesen geworden war. Diese offizielle Verurteilung der Gruppe war jedoch nur vorübergehend, da Präsident Numairi die Unterstützung des sudanesischen Volkes und des Militärs verloren hatte und infolgedessen gestürzt wurde. Auf seinen Sturz folgte ein Versuch der Demokratie, und die National Islamic Front versuchte, dies zu ihrem Vorteil zu nutzen. Bei den Wahlen von 1986 reichten ihnen ihre finanzielle Stärke und der Rückhalt unter den Hochschulabsolventen nur für zehn Prozent der Stimmen und damit nur für den dritten Platz. Sie glichen dies durch die zunehmende Unterstützung des Militärs während des Bürgerkriegs aus. Der hohe Bildungsgrad ihrer Führung – at-Turabi war einer der am besten ausgebildeten Männer im Sudan – verschaffte ihnen zusätzlich Prestige.

### Staatsstreich 1989
1989 unterzeichneten die Rebellen des Südens, die Sudanesische Volksbefreiungsbewegung (SPLM), ein Abkommen mit der demokratischen Regierung. Dieses beinhaltete einen Waffenstillstand, die Aussetzung der Scharia (die der nicht-muslimische Süden ablehnte), die Aufhebung des Ausnahmezustands und die Abschaffung aller ausländischen politischen und militärischen Pakte. Außerdem wurde eine Verfassungskonferenz vorgeschlagen, die über die politische Zukunft des Sudan entscheiden sollte. Am 11. März 1989 bildete Premierminister Sadiq al-Mahdi eine neue Regierungskoalition, der die Umma-Partei, die Demokratische Unionistische Partei (DUP) sowie Vertreter der Parteien des Südens und der Gewerkschaften angehörten. Die NIF lehnte einen Beitritt zur Koalition ab, da sie sich nicht für die Durchsetzung der Scharia einsetzte.
Am 30. Juni 1989 wurde diese Regierung von Oberst (später General) Umar al-Baschir gestürzt. Al-Bashir hatte sich für die Einführung der Scharia und einen militärischen Sieg über die Sudanesische Volksbefreiungsarmee (SPLA) eingesetzt. Einige NIF-Führer, darunter at-Turabi, wurden nach dem Putsch im Zuge des internen Machtkampfs, der al-Bashir an die Macht brachte, unter Hausarrest gestellt, kamen aber bald wieder frei.

### Allianz mit dem Militär
Das Bündnis der NIF mit dem Putsch von Omar al-Bashir wurde (von Olivier Roy) als ähnlich beschrieben wie das Bündnis der Jamaat-e-Islami (جماعت اسلامی پاکستان‎) mit dem pakistanischen General Mohammed Zia-ul-Haq. Jamaat-e-Islami bevorzugte ebenfalls einen von oben verordneten Islamismus und Zia inszenierte ebenfalls einen Putsch gegen eine gewählte Regierung. Zu den Erklärungen, warum sich das Militär mit der NIF verbündete, zählen die Unterwanderung durch die NIF, und die „ideologische Rechtfertigung“ („ideological justification“) des Krieges durch die NIF als Dschihad gegen die Animisten und Christen des Südens, Während das pakistanische Militär gerade einen Krieg verloren hatte und Omar al-Bashir einen anderen Krieg (Sezessionskrieg im Sudan) fortsetzte, endeten beide Kriege mit dem Verlust großer Teile des Landes (Bangladesch und Südsudan) durch Abspaltung und mit internationaler Kritik wegen Millionen getöteter Zivilisten und Menschenrechtsverletzungen.

### Staatsführung
Wie die Jamaat-e-Islami in Pakistan und anders als die Muslimbruderschaft in Ägypten (جماعة الإخوان المسلمين‎, jamāʿat al-ʾiḫwān al-muslimīn) oder die Islamische Heilsfront in Algerien war die NIF daran interessiert, den Islam von oben zu verbreiten, statt den Massen zu predigen. Sie war bestrebt, die Macht der traditionellen Parteien der Sufi-Bruderschaft (Demokratische Unionistische Partei und Umma-Partei) zu beseitigen und durch ihre eigene zu ersetzen. Unter der NIF-Regierung wurde das Bildungswesen grundlegend reformiert und der Schwerpunkt nun auf die Verherrlichung der arabischen und islamischen Kultur und das Auswendiglernen des Korans gelegt. Die Religionspolizei in der Hauptstadt sorgte dafür, dass Frauen verschleiert waren, insbesondere in Regierungsbüros und Universitäten.
Zu den mutmaßlichen Menschenrechtsverletzungen des NIF-Regimes zählten Kriegsverbrechen, ethnische Säuberungen, die Wiedereinführung der Sklaverei, die Folter von Oppositionellen und eine beispiellose Flüchtlingszahl nach Uganda, Kenia, Eritrea, Ägypten, Europa und Nordamerika. Die Unterdrückung der „säkularen Mittelschicht“ sei „brutal“ („savage“) und beispiellos gewesen für den Sudan, wo die „politischen Gepflogenheiten“ („political customs“) davor vergleichsweise entspannt gewesen waren. In den oberen Rängen der Armee wurden „Säuberungen und Hinrichtungen“ („Purges and executions were carried out in the upper ranks“) durchgeführt, und zivile und militärische Beamte wurden einer islamistischen „Umerziehung“ („reeducation“) unterzogen. Oppositionelle wurden ins Exil gezwungen, um sie an der Organisation einer Alternative zum Regime zu hindern.
Internationale Organisationen prangerten die routinemäßigen Verhöre und Folterungen durch Sicherheitsbehörden in anonymen „Geisterhäusern“ („ghost houses“) an. Um den Mangel an Massenunterstützung zu kompensieren, setzte die NIF paramilitärische Kräfte aus Stammesangehörigen der Fulbe (traditionell Tagelöhner in der Landwirtschaft) ein, um die Drecksarbeit zu erledigen („do its dirty work“). Die Fulbe waren an die NIF gebunden, weil sie „riskierten, alles zu verlieren, sollte die NIF ihre Macht verlieren“ („they risked forfeiting everything should the NIF lose its grip on power.“) In Interviews tat al-Turabi die Missbräuche als geringfügig ab und führte sie auf die „extreme Sensibilität“ („extreme sensitively“) seiner Gegner zurück.
TDie NIF intensivierte den Krieg gegen den Süden, der zum Dschihad erklärt wurde. Schuluniformen wurden durch Kampfanzüge ersetzt und Schüler nahmen an paramilitärischen Übungen teil. Junge Schüler lernten dschihadistische Gesänge. Im staatlichen Fernsehen spielten Schauspieler „Hochzeiten“ zwischen Dschihad-Märtyrern und himmlischen Jungfrauen (Huris). Turabi gewährte auch nicht-sudanesischen Dschihadisten Asyl und Hilfe, darunter Osama bin Laden und anderen Al-Qaida -Mitgliedern. Sie brachten auch Sadiq al-Mahdi ins Gefängnis (trotz seiner Verschwägerung mit Turabi waren die beiden Mitte der 1980er Jahre zu erbitterten Feinden geworden). Das Regime beging auch massive Menschenrechtsverletzungen an religiösen Minderheiten, insbesondere im Süden. Frauen im Sudan konnten wegen Ehebruchs sogar im Falle einer Vergewaltigung hingerichtet werden. Dies wurde von Soldaten im Krieg gegen den Süden ausgenutzt.
Die NIF versuchte auch, sich als weltweit führende sunnitisch-islamistische Organisation zu positionieren und führte den einzigen sunnitisch-islamistischen Staat vor den Taliban. Obwohl er Saddam Hussein gegenüber kritisch eingestellt war, hielt al-Turabi während der Operation Desert Storm eine antiamerikanische Islamistenkonferenz ab, kurz bevor er den Irak in dem Krieg unterstützte. Der Terrorismusexperte Steven Emerson beschuldigte bei seiner Aussage vor dem Senat der Vereinigten Staaten 1998 die Sudanesische Nationale Islamische Front, teilweise für den Bombenanschlag auf das World Trade Center im Februar 1993 verantwortlich zu sein. Der Anschlag am 26. Februar 1993 ereignete sich am zweiten Jahrestag des Rückzugs der irakischen Streitkräfte aus Kuwait, womit der Golfkrieg beendet wurde.
Ab 1991 gewährte der Sudan  Osama bin Laden mehrere Jahre lang Unterschlupf, nachdem ihm die Saudis die Staatsbürgerschaft entzogen hatten. Man vermutet, dass sie hofften, er könne ihnen mit seinem Vermögen und seiner Baufirma helfen. Schließlich hielt ihn die NIF-Regierung jedoch für zu belastend und verbannte ihn.
Bin Laden war in den Sudan verbannt worden, weil er sich öffentlich gegen die saudische Regierung ausgesprochen hatte, die US-Truppen in Saudi-Arabien stationiert hatte, um die irakische Besetzung Kuwaits zu verhindern. Obwohl Bin Laden und die NIF also scheinbar unterschiedliche Ansichten über die irakische Invasion Kuwaits hatten, fanden sie doch unterschiedliche Gründe für ihre größere und gemeinsame Sorge: die Präsenz und Beteiligung der USA am Konflikt in der Region.
Die Übergriffe auf Südstaatler (einige von ihnen Christen) hatten den Aktivismus christlicher Gruppen in Europa und den USA geweckt. Die USA verhängten Sanktionen und die NIF nutzte dies um sich selbst propagandistisch als Symbol des „Widerstands gegen den Imperialismus“ („resistance to imperialism“) zu legitimieren. Der Sudan geriet unter Sanktionen der Vereinten Nationen, weil er 1995 ein Attentat auf den ägyptischen Präsidenten Husni Mubarak unterstützte.

### Abnehmender Einfluss
Ab etwa 1999 schwand Hassan at-Turabis politischer Einfluss. Zwischen Ende 1999 und Anfang 2000 erlebte die NIF einen Machtkampf, nachdem at-Turabi versucht hatte, Bashir die Befugnis zur Ernennung regionaler Gouverneure zu entziehen. Im Dezember 1999 entließ Bashir at-Turabi seines Amtes, löste das Parlament auf, setzte die Verfassung außer Kraft und verhängte den nationalen Notstand. Im Sommer 2000 gründete at-Turabi eine Splittergruppe, die Popular Congress Party.
Nach den Anschlägen vom 11. September 2001 versuchte das Regime, die internationalen islamistischen Verbindungen der Organisation zumindest in der internationalen Öffentlichkeit herunterzuspielen. at-Turabi wurde 2004 (vorübergehend) inhaftiert, und das Regime erlaubte dem Christen John Garang im Rahmen eines Friedensabkommens, Vizepräsident zu werden. Bis 2006 vollzog sich in at-Turabis Ansichten eine „Wende um 180 Grad“ („a hundred-and-eighty-degree turn“), und er bekannte sich zu Geschlechtergleichstellung, Demokratie und Menschenrechten.
Im Jahr 2012 erlangte der Südsudan zwar seine Unabhängigkeit, doch die Menschenrechtsverletzungen in Darfur wurden zunehmend bekannt, und die Regierung wurde Berichten zufolge immer noch von hochrangigen NIF-Mitgliedern dominiert („still dominated“).